# Carlo Antonio Rambaldi
Carlo Antonio Rambaldi (Bologna, 4 novembre 1680 – Taro (fiume), 16 ottobre 1717) è stato un pittore e incisore italiano.

## Biografia

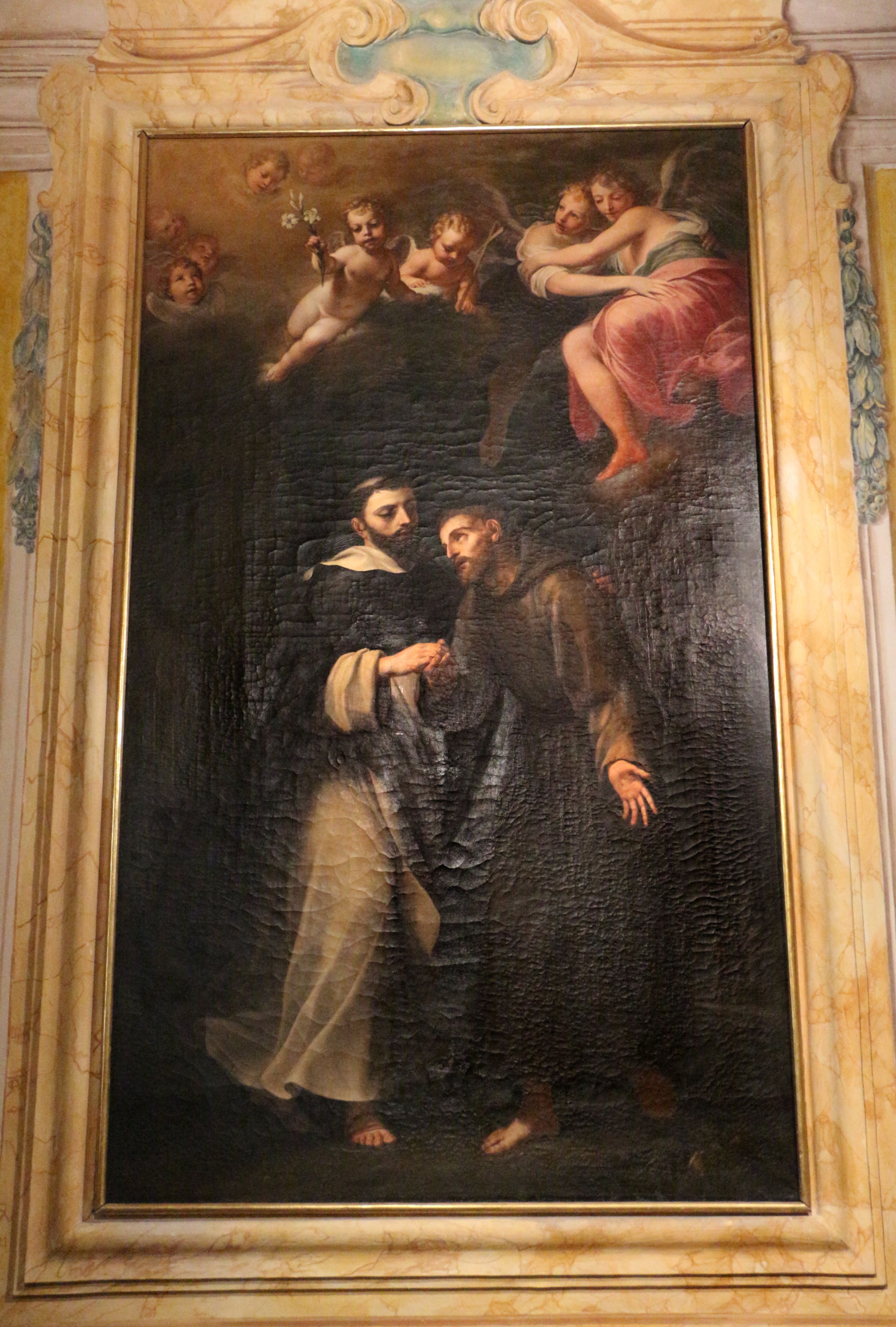
SS. Domenico e Francesco, 1716 ca.

Ha studiato con Domenico Maria Viani, specializzandosi nella rappresentazione di santi. Oltre alla natia Bologna, dove ha dipinto la sagrestia della Basilica di San Petronio, ha lavorato anche a Macerata, Roma e Torino. A Piacenza è stato nominato cavaliere per la sua notevole produzione. Nel viaggio di ritorno verso Bologna, attraversando il fiume Taro con sua moglie, morì annegato all'età di 36 anni.

## Opere
- San Domenico e San Francesco, olio su tela  (Musei civici di Palazzo Buonaccorsi)
- Morte di San Giuseppe (Chiesa dei Santi Gregorio e Siro)
- Visitazione della Vergine Maria (Chiesa di San Giuseppe)
- San Francesco Saverio (Chiesa di Santa Lucia)